# José Luis Real
José Luis Real Casillas (Guadalajara, Jalisco, el 6 de junio de 1952) es un exfutbolista y entrenador mexicano.

## Carrera como entrenador
José Luis Real ha trabajado en 3 equipos de Primera División Mexicana, en el torneo  rgiljenrgijngijetbqpirunrpbnqprbqaprjvnqirjvnqrh[jfpwoeiaeprigajefbiaerjvaw0irbiqe[0ivjsr0ibj tibnqe0rivqr=0ib 2004 y Clausura 2005. Trabajó con el equipo Dorados de Sinaloa, con el cual dirigió 12 partidos, con 2 ganados, 4 empates y 6 perdidos.
Trabajó en las Fuerzas Básicas del Club Deportivo Guadalajara. Para el Apertura 2009 dirigió al primer equipo, que pasaba por un mal momento ya que antes de su llegada dos técnicos habían sido despedidos: Francisco Ramírez y Raúl Arias. Dirige al equipo en la Copa Libertadores 2010 en la cual llegó a la final convirtiéndose así en el segundo club mexicano en alcanzar en esta instancia, cayendo ante Internacional de Porto Alegre en los dos partidos (2-1 y 3-2).
En 2011 es removido de su puesto como entrenador del primer equipo, y se convirtió en Director de Desarrollo Deportivo del club, puesto que ocupó hasta 2013, cuando toma el cargo de DT de C.D. Chivas USA.
El 25 de noviembre de 2013, regresa a ocupar el cargo de entrenador del Guadalajara, sin embargo, luego de perder el clásico nacional ante el Club América, la directiva anunció una vez más su cese.

## Clubes como jugador
| Club                       | País   | Año         |
| -------------------------- | ------ | ----------- |
| Club Deportivo Guadalajara | México | 1971 - 1980 |
| Atlas de Guadalajara       | México | 1981 - 1986 |

## Clubes como entrenador
| Club                       | País           | Año         |
| -------------------------- | -------------- | ----------- |
| Atlas de Guadalajara       | México         | 1990 - 1991 |
| Selección Mexicana Sub-23  | México         | 1991 - 1997 |
| Dorados de Sinaloa         | México         | 2004 - 2005 |
| Club Deportivo Guadalajara | México         | 2009 - 2011 |
| Chivas USA                 | Estados Unidos | 2013        |
| Club Deportivo Guadalajara | México         | 2014        |
| Deportivo Toluca           | México         | 2019        |

## Director Fuerzas Básicas
| Club                       | País   | Año         |
| -------------------------- | ------ | ----------- |
| Atlas de Guadalajara       | México | 1991 - 1996 |
| Club Deportivo Guadalajara | México | 1997 - 2016 |
| Deportivo Toluca           | México | 2016 - 2019 |

## Palmarés

### Como entrenador

#### Torneos internacionales
| Título                   | Club                      | Sede | Torneo                       |
| ------------------------ | ------------------------- | ---- | ---------------------------- |
| Medalla de Oro en Fútbol | Selección Mexicana Sub-23 | Cuba | Juegos Panamericanos de 1991 |